# Benito Cabrera
Benito Cabrera Hernández (Venezuela, 17 de septiembre de 1963) es un músico y timplista de las Islas Canarias. Fue director musical del grupo Los Sabandeños de 2007 a 2020.

## Biografía
Nació en Venezuela. Aunque se trasladó a temprana edad a Lanzarote, ha pasado la mayor parte de su vida en Tenerife. A esta isla se trasladó en su juventud para seguir la carrera de psicología en la Universidad de La Laguna.
Pero sin dinero estudia música y participa en diversas formaciones, tanto de música clásica como tradicional. Fue miembro fundador de la Agrupación Folclórica Universitaria (AFU). 
En 1999 gana el I Certamen Regional de Solistas del doble, organizado por la Dirección General de la Juventud y, a partir de allí, inició una carrera como timplista que centrará muy buena parte de su trabajo.
Benito Cabrera hace una renovación de la música canaria con doble, presentaban con elementos musicales como la música clásica, el folk y el pop. Ha colaborado con numerosos artistas, como Kepa Junkera, Eliseo Parra, etc. Asimismo, ha participado como solista de timple junto a formaciones sinfónicas como la Orquesta Sinfónica de Tenerife, la Orquesta Sínfonica de Córdoba o la Orquesta Sinfónica de Galicia, así como con formaciones de música de cámara en países como Eslovaquia, Alemania o Estados Unidos.
Benito Cabrera ha realizado conciertos en diversos países como Alemania, Bélgica, Noruega, Reino Unido, Estados Unidos, Uruguay, Venezuela, Puerto Rico, Japón, Argentina, etc. También es autor de diversas obras para diferentes formaciones, tanto instrumentales como con letra. Entre estas composiciones destaca el tema navideño Una sobre el mismo mar, que alcanzara gran fama y que llegara a ser interpretado, entre otros artistas, por Pedro Guerra y Rosana Arbelo. 
Es el autor de la letra del Himno Oficial de la comunidad autónoma de Canarias. Ha sido profesor de timple del Conservatorio Superior de Música de Canarias. Benito Cabrera es el autor de la canción "Nube de Hielo", una de las canciones más arraigadas entre los canarios.
En 2020 fue uno de los pregoneros junto con el resto de componentes de Los Sabandeños, de las fiestas de la Virgen de Candelaria, patrona de Canarias.
Desde el año 2007 hasta el 31 de diciembre de 2020 fue director musical del grupo Los Sabandeños.
El 8 de agosto de 2024 participó en el estreno de la ópera Chaxiraxi, que recuerda la leyenda de la aparición o hallazgo de la imagen de la Virgen de Candelaria (patrona de las Islas Canarias) entre los guanches.

## Discografía
- 1991 Concierto de timple
- 1992 Timple y orquesta, con la Orquesta Sinfónica de Tenerife
- 1996 Notas de viaje
- 2000 El color del tiempo
- 2002 Travesías
- 2006 Puente del sur
- 2008 Contrastes
- 2009 Veinte años en cinco cuerdas
- 2010 Raíces del mundo (con el Cuarteto Capriccio)
- 2011 Timpluras (con la Orquesta de Timples de Canarias)
- 2014 Nómadas (con la Orquesta de Timples de Canarias)
- 2016 Espirales

## Colaboraciones
Estas son algunas de sus colaboraciones:
- 1999 Castillos de arena, de Taller Canario de Canción.
- 1999 Vamos a escuchar al viento, de la Orquesta Sinfónica de Tenerife.
- 2001 Teide y Nublo, de Los Sabandeños.
- 2001 Étnico, con José Manuel Ramos.
- 2001 Timples@2000, con José Antonio Ramos y Domingo Rodríguez Oramas "El Colorao".